# Jannis Konstantinidis
Jannis Konstantinidis (* 23. August 1979 in Aachen) ist ein ehemaliger Basketballspieler griechischer und schottischer Abstammung, der unter anderem bei Ratiopharm Ulm in der Basketball-Bundesliga und bei den Iserlohn Kangaroos in der 2. Basketball-Bundesliga spielte. Er ist der Sohn vom ehemaligen Basketballtrainer und Funktionär Paris Konstantinidis.

## Laufbahn
Er begann seine Basketballkarriere als Jugendspieler bei den Iserlohn Kangaroos, wo er 1993 unter seinem Vater und an der Seite von Matthias Grothe den Gewinn der deutschen C-Jugend-Vizemeisterschaft feiern konnte. Konstantinidis gab sein Bundesligadebüt in der Saison 1998/1999 bei Ratiopharm Ulm und war mit der Mannschaft auch im Europapokal aktiv. In der darauffolgenden Spielzeit wechselte er zu Medi Bayreuth, bevor er zur Saison 2000/2001 wieder zu seinem Heimatverein nach Iserlohn zurückkehrte. Mit den Kangaroos schaffte er 2002 den Aufstieg in die 2. Basketball-Bundesliga und absolvierte insgesamt 164 Zweitligaspiele. Nach der Saison 2007/2008 beendete er als Kapitän seine aktive Laufbahn, um sich seinem Berufsleben zu widmen.